# Лагорахи
Лагорахи (на гръцки: Λαγόρραχη или Λαγόραχη) е село в Северна Гърция, в дем Катерини, област Централна Македония. 

## География
Селото е разположено на 220 m надморска височина, на около 19 километра западно от град Катерини.

## История
Селото е основано от жители на Мосхопотамос (Дрянища). Регистрирано е за пръв път в преброяването от 1961 година.
Основен поминък на жителите е отглеждането на тютюн. В селото има начално училище, културен и спортен клуб, наречен „Александър Велики“.
| Година    | 1913 | 1920 | 1928 | 1940 | 1951 | 1961 | 1971 | 1981 | 1991 | 2001 | 2011 | 2021 |
| --------- | ---- | ---- | ---- | ---- | ---- | ---- | ---- | ---- | ---- | ---- | ---- | ---- |
| Население |      |      |      |      |      | 680  | 701  | 674  | 751  | 607  | 454  | 332  |